# 小林美貴
小林 美貴（こばやし みき、Kobayashi Miki、1987年11月10日 -） は、日本のバイアスロン選手。ソチ五輪代表選手。陸上自衛隊冬季戦技教育隊所属2等陸尉。新潟県十日町市出身。
新潟県立十日町総合高等学校 から日本大学文理学部体育学科をへて陸自へ。
2012、2013年日本選手権スプリント優勝者。